# Хофер, Давид
Давид Хофер (итал. David Hofer; род. 21 июня 1983 года, Больцано) — итальянский лыжник, призёр этапов Кубка мира. Универсал, одинаково успешно выступает и в дистанционных и в спринтерских гонках.

## Карьера
В Кубке мира Хофер дебютировал в 2005 году, в декабре 2010 года впервые попал в тройку лучших на этапе Кубка мира, в командном спринте. Всего на сегодняшний день имеет на своём счету 2 попадания в тройку лучших этапах Кубка мира, оба в командном спринте, в личных гонках не поднимался выше 4-го места. Лучшим достижением Хофера в общем итоговом зачёте Кубка мира является 29-е место в сезоне 2008-09.
На Олимпиаде-2010 в Ванкувере показал следующие результаты: спринт — 39-е место, скиатлон 15+15 км — 53-е место.
За свою карьеру принимал участие в двух чемпионатах мира, лучший результат 18-е место в спринте на чемпионате 2011 года в Хольменколлене.
Использует лыжи и ботинки производства фирмы Fischer.